# 専門学校穴吹デザインビューティカレッジ
専門学校穴吹デザインビューティカレッジ（せんもんがっこうあなぶきデザインビューティカレッジ）は、学校法人穴吹学園が運営する徳島県徳島市徳島町にあった専門学校。
2020年（令和2年）4月1日に専門学校徳島穴吹カレッジへ統合された。

## 沿革
- 2008年（平成20年）4月1日 - 専門学校穴吹福祉医療カレッジと共に開校[3]。
- 2018年（平成30年）4月1日 - 専門学校穴吹調理デザインビューティカレッジに改称[3]。
- 2020年（令和02年）4月1日 - 専門学校穴吹福祉医療カレッジ・専門学校穴吹情報公務員カレッジと統合して専門学校徳島穴吹カレッジとなる[3]。

## 学科
- アニメーション学科
- マンガ・イラスト学科
- グラフィックデザイン学科
- 高度調理学科
- パティシエ・ベーカリー学科
- 美容学科
- ブライダル・ホテル学科
- 公務員学科
- 公務員ビジネス学科
- ゲームクリエイター学科
- 情報システム学科
- 情報ビジネス学科
- 歯科衛生士学科
- 医療事務ICT学科
- 保育・幼児教育学科
- 介護福祉学科

## 交通
- JR四国「徳島駅」より徒歩15分。
- 徳島自動車道「徳島インターチェンジ」より車で約10分。